# Volt Paesi Bassi
Volt Paesi Bassi (in olandese Volt Nederland) è un partito politico olandese, fondato il 23 giugno 2018, ed è la sezione olandese del partito paneuropeo e federalista Volt Europa.

## Storia

### La fondazione
I primi incontri di Volt Paesi Bassi risalgono al 2017, organizzati da un gruppo spontaneo creato da Lars Jongerius, Peter-Paul de Leeuw e Alessandro Quintarelli.
Volt Paesi Bassi è stato poi ufficialmente fondato a Utrecht il 23 giugno 2018, con Reinier van Lanschot come primo presidente. Il partito deve la sua nascita principalmente grazie ad una raccolta fondi.

### Elezioni europee del 2019
Le elezioni europee del 2019 sono state le prime a cui Volt Paesi Bassi ha preso parte. Prima delle elezioni, i membri di Volt Europa, compresi quelli del capitolo olandese, hanno scritto un manifesto elettorale comune, che è diventato noto come la Dichiarazione di Amsterdam. In seguito a elezioni interne, l'allora segretario Reinier van Lanschot venne scelto come capolista: il partito raccolse l'1,90% dei voti, non sufficienti a ottenere alcun seggio all'europarlamento. Volt ottenne i suoi migliori risultati nelle città studentesche come Amsterdam, Wageningen, Utrecht e Leida.
Sebbene Volt Paesi Bassi non sia entrata in europarlamento, gli iscritti olandesi sono stati comunque chiamati a votare, in seguito ai risultati elettorali di Volt Germania, sulla adesione di Volt Europa ad uno dei gruppi parlamentari europei e, in tale circostanza, più dell'80% dei votanti si è espresso per l'accordo col gruppo Verdi/ALE.

### Elezioni parlamentari 2021

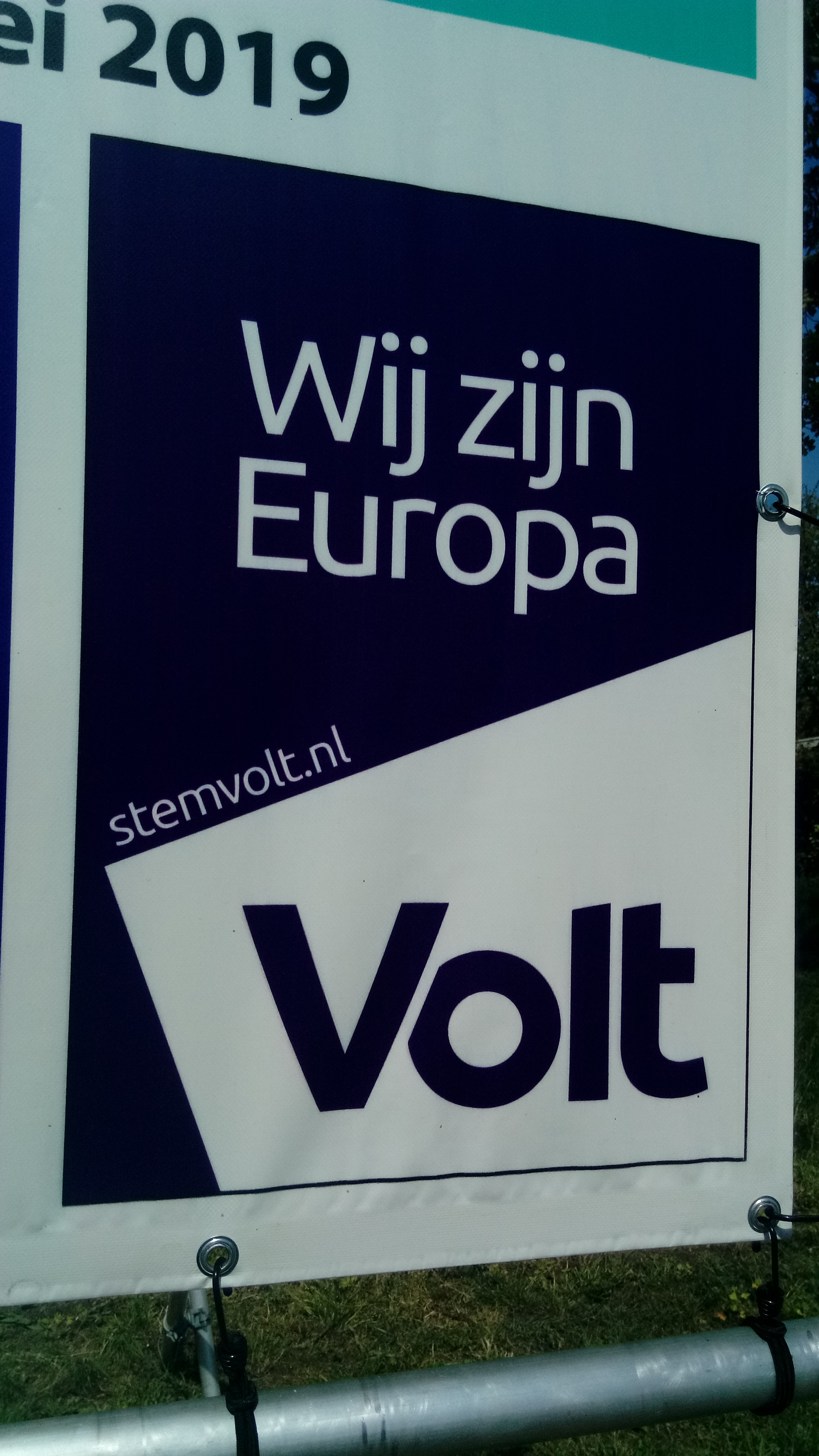
Manifesto elettorale per le elezioni legislative

A settembre 2020, Volt Paesi Bassi ha espresso la volontà di candidarsi alle elezioni legislative del 2021. Per l'occasione è stato scritto un programma elettorale olandese, basato sul programma elettorale europeo di Volt, armonizzando il capitolo nazionale con quello europeo.
Il 25 ottobre 2020, tramite delle primarie, il partito ha stabilito la lista dei candidati, con il leader nazionale Laurens Dassen come capolista. Il presidente di Volt Europa Reinier van Lanschot, che rappresenterà il partito dei dibattiti televisivi, venne invece candidato nell'ultima posizione del listino.
Alle elezioni del 17 marzo 2021, Volt ottenne più di 250.000 voti e tre seggi alla Tweede Kamer, ottenendo ancora una volta i migliori risultati nelle città universitarie come Wageningen (8%), Delft (7,5%), Utrecht (6,7%) e Leida (6,4%). Per la prima volta, una sezione nazionale di Volt Europa riuscì ad entrare in un parlamento nazionale. I parlamentari eletti di Volt furono Laurens Dassen, Nilüfer Gündoğan e, a sorpresa, Marieke Koekkoek che riuscì ad essere eletta grazie alle sue 37.093 preferenze, battendo il terzo nel listino Ernst Boutkan..

### Elezioni municipali 2022
Volt Olanda annunciò a fine 2021 di voler partecipare alle elezioni municipali olandesi del 2022. Vennero inizialmente individuati 24 comuni, in prevalenza grandi città ma anche alcuni comuni minori come Apeldoorn e Veere. Dopo il reclutamento dei candidati, si è deciso di non partecipare in un certo numero di comuni, perché troppo poche candidate donne si sono registrate per raggiungere la parità. Alla fine, Volt ha deciso di partecipare in dieci comuni, tra cui la capitale Amsterdam.
Il 13 febbraio 2022, ad un mese dalle elezioni municipali, Volt Paesi Bassi ha annunciato la sospensione della parlamentare Nilüfer Gündoğan dal proprio gruppo parlamentare dopo aver ricevuto segnalazioni di comportamenti inaccettabili. Il partito non ha approfondito le accuse a causa di un'indagine esterna in corso e Gündoğan ha dichiarato di non essere sicura anche di cosa fosse accusata. In una dichiarazione, Gündoğan ha definito la sua sospensione una misura sproporzionata e ha dichiarato che avrebbe mantenuto il suo seggio alla Camera indipendentemente dall'esito delle indagini: ha dunque intrapreso un'azione legale contro Volt al fine di porre fine alla sua sospensione, ottenere delle scuse ufficiali e ricevere un risarcimento. Il 26 febbraio Volt accusa pubblicamente Nilüfer Gündoğan di 13 casi di molestie e annuncia la sua espulsione dal partito. Il 10 marzo 2022 il tribunale olandese ha stabilito il reintegro di Gündoğan all'interno del gruppo parlamentare e del partito.
Alle elezioni comunali del 18 marzo, Volt ha eletto 20 consiglieri comunali, facendo segnare numeri particolarmente positivi nelle grandi città. Tra i risultati più rilevanti si segnala l'elezione di 2 consiglieri ad Amsterdam col 4,7%, di 2 consiglieri a Rotterdam col 4,8%, di 3 consiglieri a Eindhoven col il 5,6%, di 3 consiglieri a Utrecht con il 5,6% e di 2 consiglieri comunali ad Arnhem con il 5%. Volt ha eletto almeno un consigliere in tutte e dieci le città in cui si è candidato.
All'indomani delle elezioni municipali, Volt Paesi Bassi ha inviato una email a tutti i membri, dichiarando che la presenza della deputata Nilüfer Gündoğan nel partito fosse ragionevolmente impossibile e che, nei giorni successivi, avrebbe provveduto ad espellere regolarmente Gündoğan. Il 28 marzo Gündoğan è stata espulsa definitivamente da Volt, che ha ribadito che la base dell'espulsione è un "modello di comportamento trasgressivo verbale, fisico e sessuale profondamente inquietante".
Durante l'assemblea generale a Den Bosch del 24 aprile 2022, i copresidenti di Volt Olanda hanno rassegnato le dimissioni in seguito alla gestione dell'affaire Gündoğan e poiché, in seguito alla mole di lavoro, non riuscivano a bilanciare lavoro e vita privata. Durante il congresso Emmy Mol è stata nominata presidente ad interim.
Nei mesi successivi alle elezioni municipali Volt Paesi Bassi ha segnato degli accordi di governo, entrando di conseguenza in maggioranza, a Maastricht  e Arnhem .

### Elezioni provinciali del 2023
Nell'estate del 2022 Volt formalizza l'intenzione di correre alle elezioni provinciali del 2023, inserendo come punti principali del programma la neutralità climatica, l'agricoltura sostenibile, l'aumento delle risorse per risolvere la crisi abitativa e una maggiore partecipazione democratica. Volt decide di candidarsi in 8 province su 12, non presentandosi in Zelanda, Limburgo, Frisia e Flevoland. Il 16 marzo Volt Paesi Bassi riesce ad eleggere 11 consiglieri provinciali, riuscendo ad entrare in tutti i consigli provinciali in cui si era candidato.

### Parlamento europeo
Il 16 giugno 2023 l'europarlamentare Sophie in 't Veld annuncia l'abbandono al partito Democratici 66 per aderire a Volt. Anche se Sophie in't Veld è membro di Volt, rimane un'eurodeputata indipendente.
Alle elezioni poltiiche del 22 novembre 2023, il partito ha ottenuto due seggi, uno in meno rispetto alle elezioni del 2021. Dassen e Koekkoek sono stati rieletti e hanno mantenuto il loro incarico parlamentare.

## Risultati elettorali
| Elezione         | Voti    | %    | Seggi   |
| ---------------- | ------- | ---- | ------- |
| Europee 2019     | 106.004 | 1,93 | 0 / 26  |
| Legislative 2021 | 252.480 | 2,42 | 3 / 150 |
| Senatoriali 2023 | 4.826   | 2,70 | 2 / 75  |
| Legislative 2023 | 178.802 | 1,71 | 2 / 150 |
| Europee 2024     | 315.266 | 5,13 | 2 / 31  |